# Csillogó boglárka
A csillogó boglárka (Polyommatus amandus) a boglárkalepke-félék családjába tartozó, Eurázsiában és Észak-Afrikában honos lepkefaj. Egyéb elnevezése: bükkönyboglárka.

## Megjelenése
A csillogó boglárka szárnyfesztávolsága 2,8-3,4 cm. A hím szárnyainak felszíne ibolyás árnyalatú mély égszínkék, erősen csillogó, rajzolata nincs; pereme elmosódottan feketés. A nőstény szárnyainak felső felszíne barna, a hátsó szárnyakon jól látszik a narancsvörös szegélyfoltsor. Mindkét nem szárnyán a rojt fehér. A szárnyak fonákja világos palaszürke vagy sárgásszürke, a hátsó szárnyakon teljes vagy részleges a szegélyfoltsor, ami halványan vagy csak fekete árnyákkánt átterjedhet az elülső szárnyakra is. A belsjebb fúzódó fekete-fehér szemfoltsor jól kifejezett, egyes pettyek azonban olykor hiányozhatnak, az elülső szárnyon pedig gyakran csak nyomokban van meg. A hátulsó szárny fonákjának közepén nincsen háromszögletes fehér folt.
Változékonysága a felszíni és a fonákon lévő narancssárga foltok meglétében, intenzitásában fejeződik ki.
Petéje lapított, fehér színű, felszínét sűrűn borítják a szemölcsök/kiemelkedések. 
Hernyója zöld, bársonyos szőrű, hátán sötétzöld csíkkal. 

### Hasonló fajok
Hasonlíthat hozzá a közönséges boglárka, az ibolyaszín boglárka, az égszínkék boglárka, az ezüstkék boglárka vagy a mezei boglárka.

## Elterjedése
Eurázsiában (az Ibériai-félszigettől egészen a Távol-Keletig) és Marokkóban honos. Magyarországon ritka és csak néhány helyen fordul elő: leggyakoribb Budapest környékén, de megtalálták a Vértesben, a Bakonyban, a Balaton-felvidéken és a Szatmár-Beregi-síkon is.

## Életmódja
Üde rétek, legelők, hegyi kaszálórétek, dús füvű, felhagyott hegyi vagy dombvidéki gyümölcsösök lepkéje. 
Évente egy generációja repül május végétől július közepéig. Nősténye elsősorban kaszanyűg-bükkönyre, ritkábban réti lednekre vagy takarmánybaltacimra rakja egyesével petéit. Hernyója fiatalon, második vedlését követően áttelel és a következő tavaszon bábozódik be. Rokonaihoz hasonlóan a hernyó cukros folyadékot választ ki, amivel magához vonzza a hangyákat, hogy megvédjék őt a ragadozóktól. 
Magyarországon védett, természetvédelmi értéke 10 000 Ft.

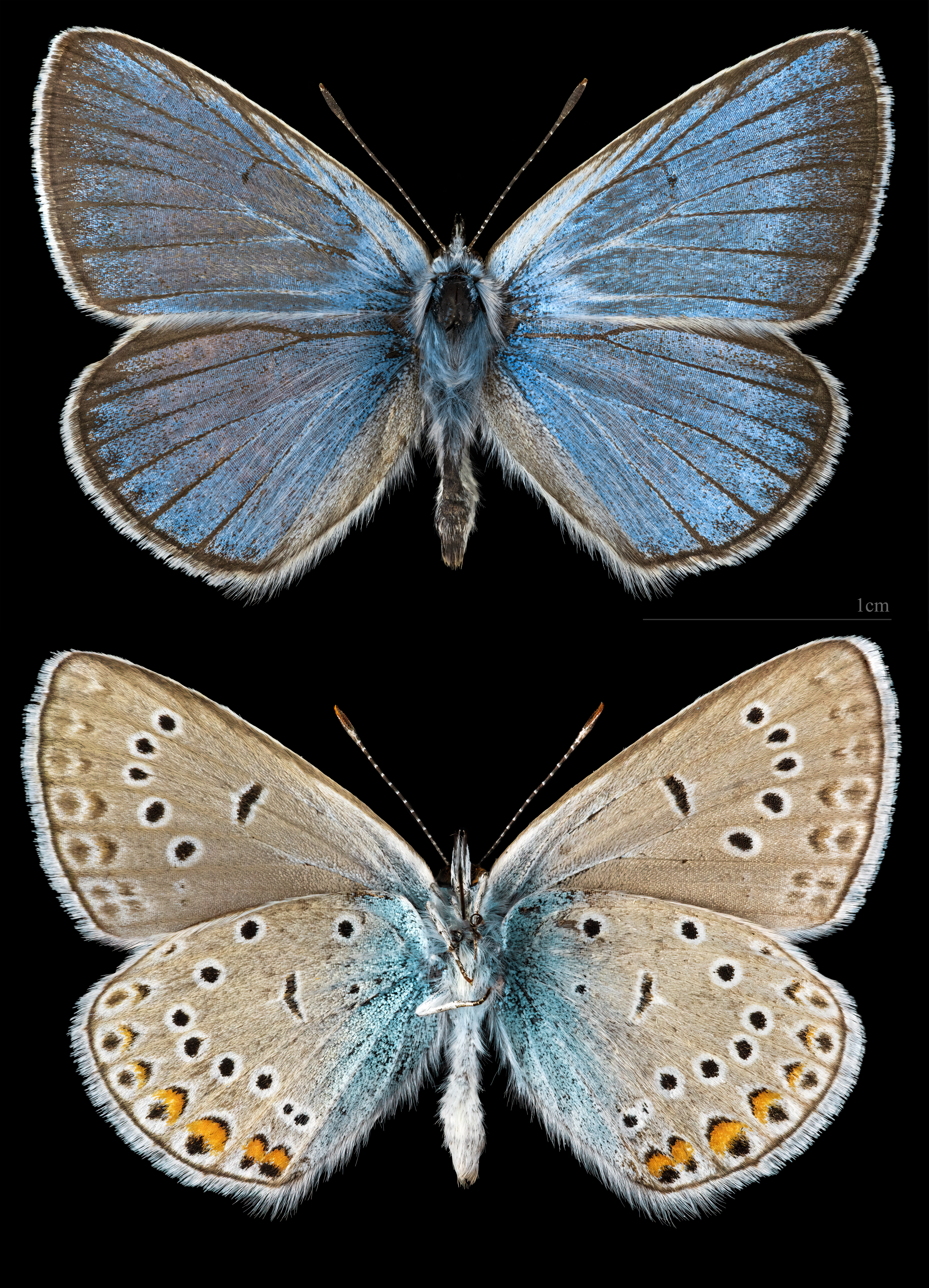
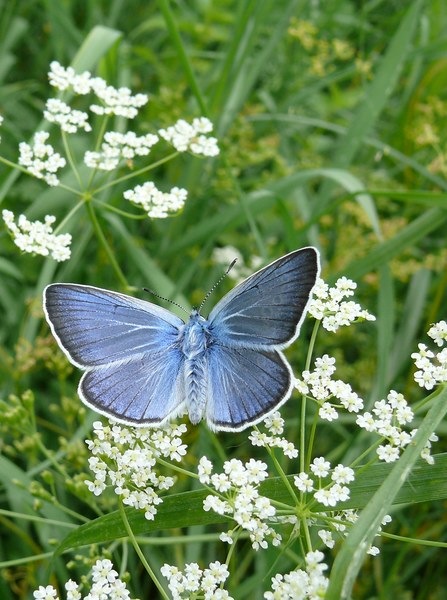
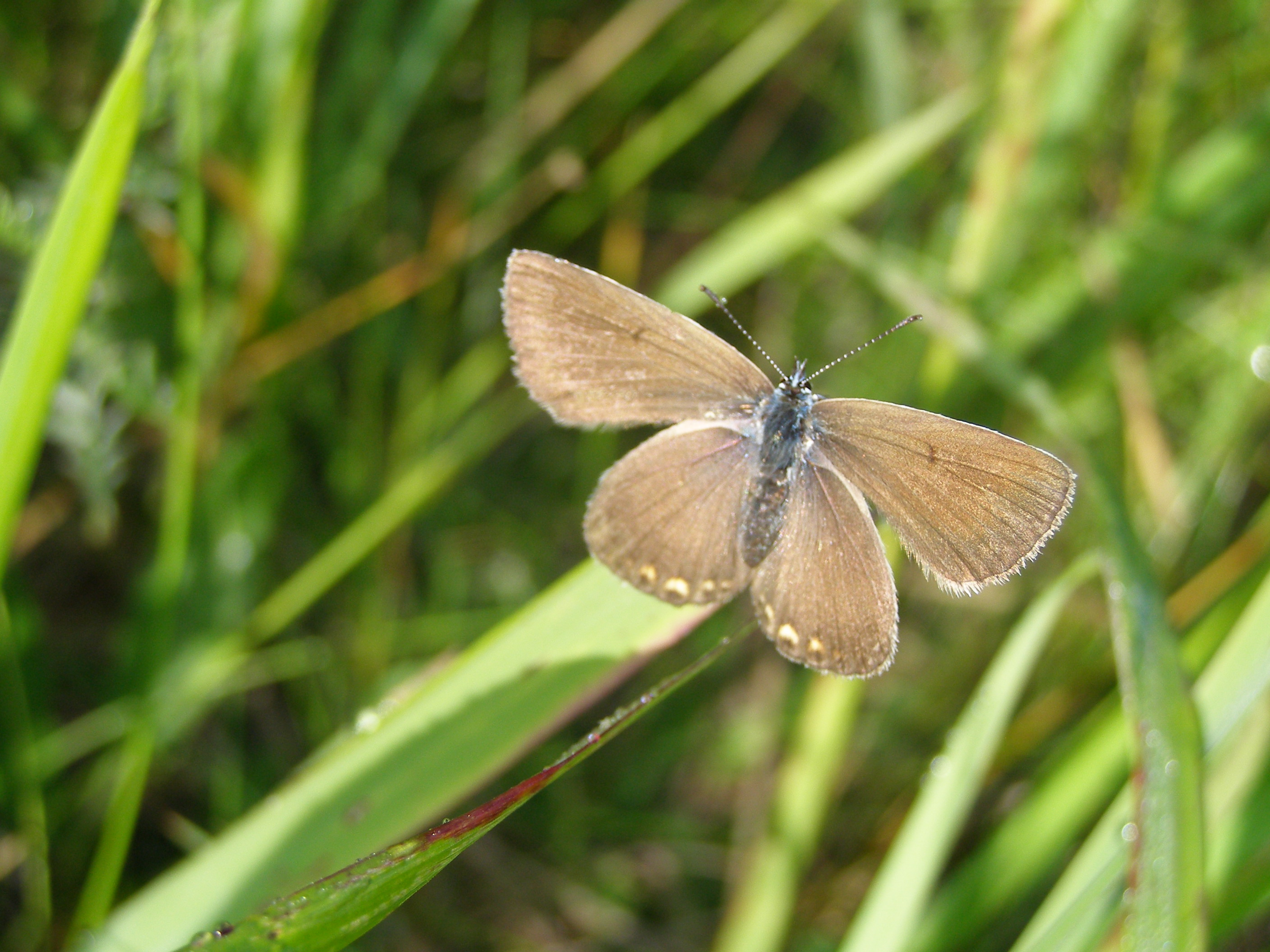
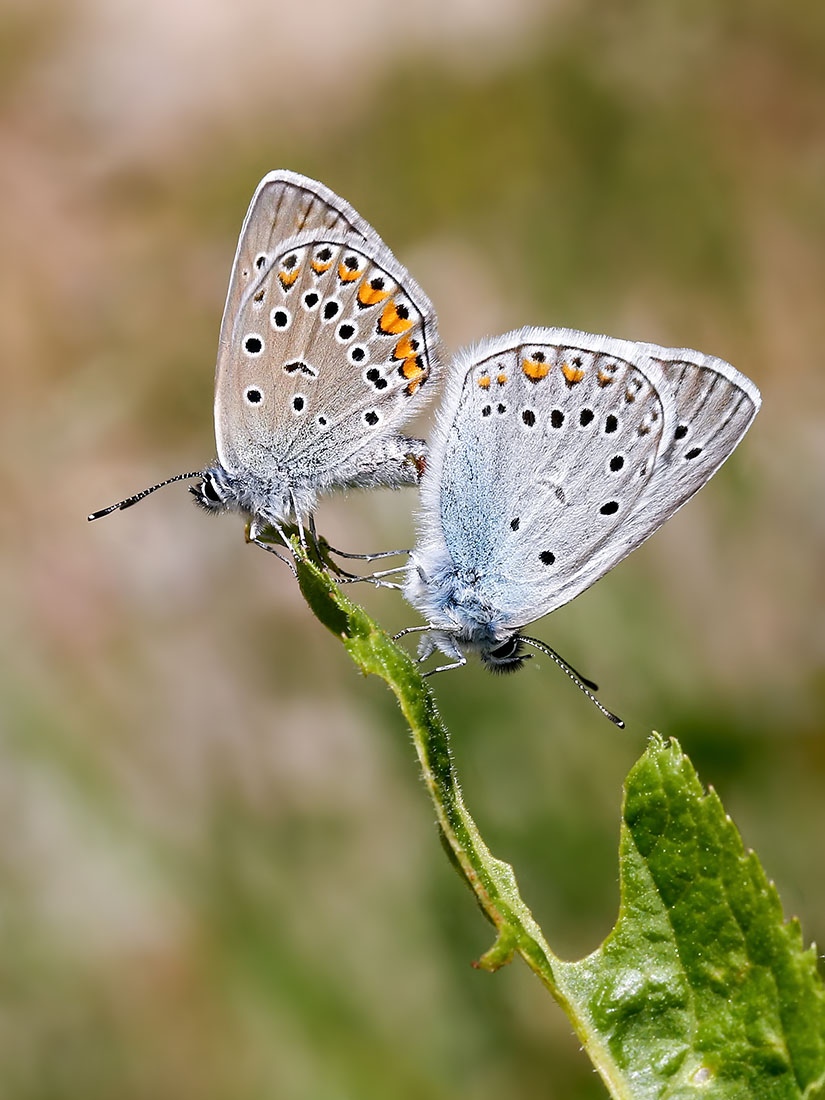
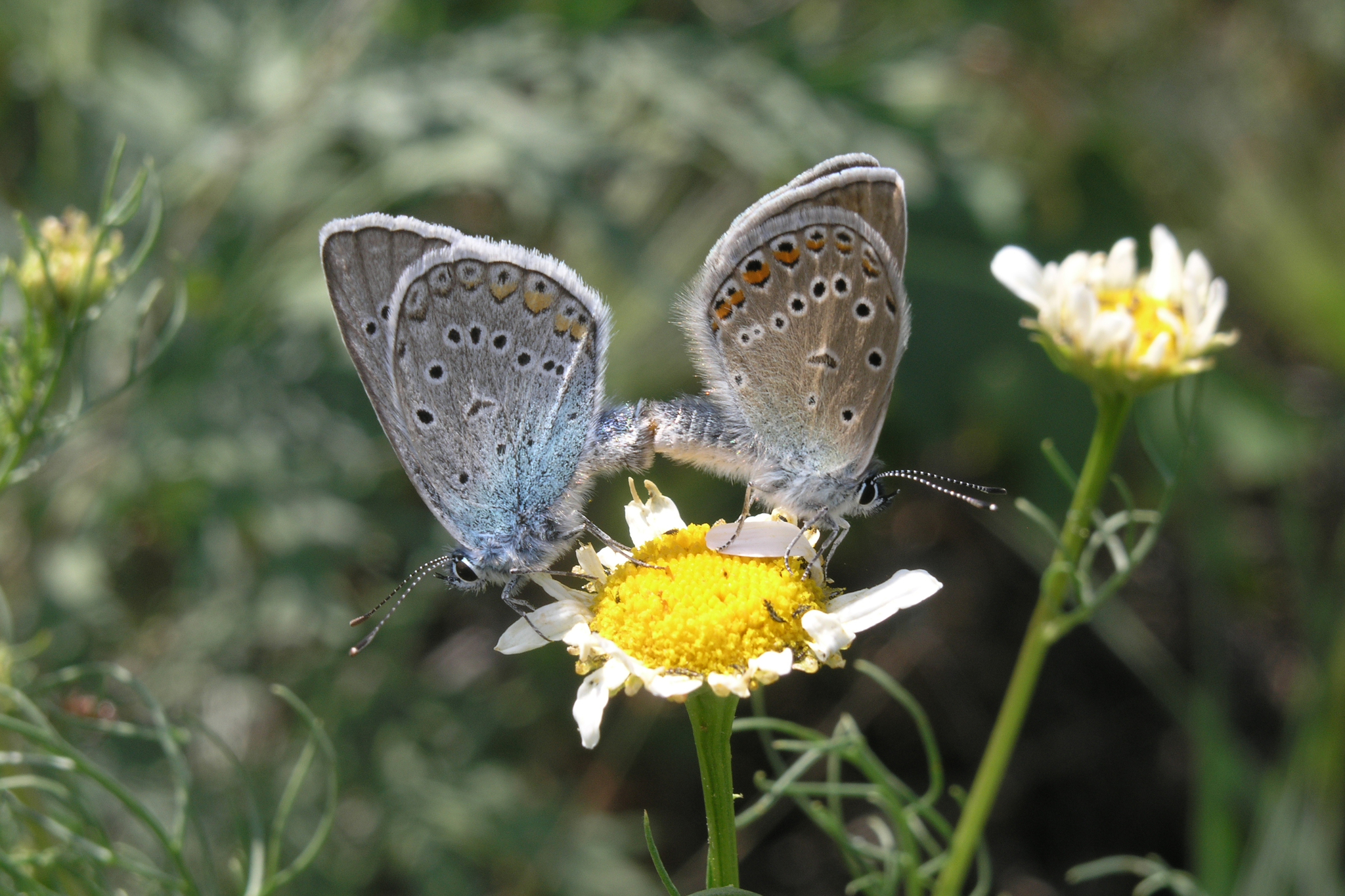